# Escat
L'escat (Squatina oculata) és una espècie de tauró de la família Squatinidae que viu al fons mig colgat a la sorra o al fang.

## Descripció
- Cos deprimit i ample.
- Cap gran i pla.
- Les aletes pectorals s'expandeixen al costat del cap sense arribar a entresoldar-se pel davant.
- Dues aletes dorsals petites i endarrerides.
- Sense aleta anal ni membrana nictitant.
- Amb cinc parells de fenedures branquials.
- Té un color canyella clar, amb taques brunes escapades de manera aproximadament simètrica per tot el cos.
- Aconsegueix 160 cm de longitud total.
- Se sap que el mascle madura sexualment al voltant dels 140 cm.

## Hàbitat
Es troba en fons sorrencs i fangosos des del litoral fins als 500 metres de fondària, encara que és més freqüent entre 50 i 100 m. Quan s'espanta neda amb vigorosos cops laterals de cua.

## Alimentació
Menja petits peixos bentònics, crustacis i mol·luscs.

## Reproducció
Es reprodueix a la primavera. És ovovivípar aplacentari. Els individus nounats fan entre 24 i 27 cm de longitud total.

## Aprofitament
Espècie sense interès comercial.